# Liste der Kulturdenkmale in Arnis
In der Liste der Kulturdenkmale in Arnis sind alle Kulturdenkmale der schleswig-holsteinischen Stadt Arnis (Kreis Schleswig-Flensburg) aufgelistet (Stand: 14. April 2025).
Die Bodendenkmale sind in der Liste der Bodendenkmale in Arnis aufgeführt.

## Legende
In den Spalten befinden sich folgende Informationen:
- Objekt-ID: die Nummer des Kulturdenkmales
- Lage: die Adresse des Kulturdenkmales und die geographischen Koordinaten. Kartenansicht, um Koordinaten zu setzen. In der Kartenansicht sind Kulturdenkmale ohne Koordinaten mit einem roten Marker dargestellt und können in der Karte gesetzt werden. Kulturdenkmale ohne Bild sind mit einem blauen Marker gekennzeichnet, Kulturdenkmale mit Bild mit einem grünen Marker.
- Offizielle Bezeichnung: Bezeichnung des Kulturdenkmales
- Beschreibung: die Beschreibung des Kulturdenkmales
- Bild: ein Bild des Kulturdenkmales

## Sachgesamtheiten
| Objekt-ID      | Lage                                     | Offizielle Bezeichnung | Beschreibung | Bild                             |
| -------------- | ---------------------------------------- | ---------------------- | --- | -------------------------------- |
| 40902 Wikidata | Parkstraße (54° 37′ 41″ N, 9° 55′ 45″ O) | Schifferkirche         | Aktualisierung vorgesehen - Begründung: geschichtlich, künstlerisch, städtebaulich, Kulturlandschaft prägend - Schutzumfang: Schifferkirche mit Ausstattung, Kirchhof, Grabmale bis 1870, - Feldsteinwall, Kirchhofstor, Lindenkranz, Kirchhofsalleen | weitere Fotos \| Fotos hochladen |

## Bauliche Anlagen
| Objekt-ID | Lage                                          | Offizielle Bezeichnung         | Beschreibung | Bild                             |
| --------- | --------------------------------------------- | ------------------------------ | --- | -------------------------------- |
| 489       | Lange Straße 13 (54° 37′ 49″ N, 9° 55′ 55″ O) | Wohnhaus                       | Alteintragung (Aktualisierung vorgesehen) - Begründung: geschichtlich, städtebaulich - Schutzumfang: gesamtes Äußeres - Denkmaltyp: Bauliche Anlage | Fotos hochladen                  |
| 24208     | Lange Straße 17 (54° 37′ 50″ N, 9° 55′ 57″ O) | sog. Klinckenhaus              | sog. Klinckenhaus; 1805/06, Bauherr Hinrich Klinck; zweigeschossiger, giebelständiger, fünfachsiger Putzbau unter pfannengedecktem Schopfwalmdach, repräsentative Putzfassade mit geschosstrennenden Gesimsen und zweiläufiger Granittreppe; im Inneren Raumgliederung und Wandgestaltungen des 19. Jh.; heute Rathaus - Begründung: geschichtlich, städtebaulich, Kulturlandschaft prägend - Schutzumfang: sog. Klinckenhaus, - Denkmaltyp: Bauliche Anlage | weitere Fotos \| Fotos hochladen |
| 3939      | Lange Straße 47 (54° 37′ 59″ N, 9° 56′ 8″ O)  | Wohnhaus                       | Alteintragung (Aktualisierung vorgesehen) - Begründung: geschichtlich, städtebaulich - Schutzumfang: gesamtes Äußeres - Denkmaltyp: Bauliche Anlage | Fotos hochladen                  |
| 3940      | Lange Straße 54 (54° 37′ 59″ N, 9° 56′ 6″ O)  | Wohnhaus                       | Alteintragung (Aktualisierung vorgesehen) - Begründung: geschichtlich, wissenschaftlich, städtebaulich - Schutzumfang: gesamtes Äußeres - Denkmaltyp: Bauliche Anlage | Fotos hochladen                  |
| 3941      | Lange Straße 74 (54° 37′ 53″ N, 9° 55′ 59″ O) | Wohnhaus                       | Alteintragung (Aktualisierung vorgesehen) - Begründung: geschichtlich, städtebaulich - Schutzumfang: gesamtes Äußeres - Denkmaltyp: Bauliche Anlage | Fotos hochladen                  |
| 9041      | Lange Straße 75 (54° 37′ 53″ N, 9° 55′ 58″ O) | Wohnhaus                       | Wohnhaus; 2. Hälfte des 18. Jh.; giebelständiger, eingeschossiger Fachwerk- und Ziegelbau mit zwei Utluchten, Satteldach; im Inneren seltene Deckenmalerei; mit geschnitzter, neoklassizistischer Haustür - Begründung: geschichtlich, künstlerisch, städtebaulich, Kulturlandschaft prägend - Schutzumfang: Wohnhaus, Haustür - Denkmaltyp: Bauliche Anlage                                                                                                 | BW                               |
| 2012      | Lange Straße 80 (54° 37′ 51″ N, 9° 55′ 56″ O) | Wohnhaus                       | Alteintragung (Aktualisierung vorgesehen) - Begründung: geschichtlich, städtebaulich - Schutzumfang: gesamtes Äußeres - Denkmaltyp: Bauliche Anlage | Fotos hochladen                  |
| 24230     | Lange Straße 80 (54° 37′ 52″ N, 9° 55′ 55″ O) | ehem. Packhaus                 | Alteintragung (Aktualisierung vorgesehen) - Begründung: geschichtlich, städtebaulich - Schutzumfang: gesamtes Äußeres - Denkmaltyp: Bauliche Anlage | BW                               |
| 9931      | Lange Straße 85 (54° 37′ 50″ N, 9° 55′ 54″ O) | ehem. Angler-Schwansner Hof    | ehem. Angler-Schwansner Hof; wohl Mitte 19. Jh.; zweigeschossiger Backsteinbau, giebelständig, pappgedecktes Satteldach mit Giebelzier, fünfachsige Hauptfront geschlämmt, profilierte Gurtgesimse - Begründung: geschichtlich, städtebaulich - Schutzumfang: gesamtes Objekt - Denkmaltyp: Bauliche Anlage | Fotos hochladen                  |
| 2410      | Lange Straße 97 (54° 37′ 46″ N, 9° 55′ 49″ O) | Pastorat von 1802              | Alteintragung (Aktualisierung vorgesehen) - Begründung: geschichtlich, städtebaulich - Schutzumfang: gesamtes Äußeres - Denkmaltyp: Bauliche Anlage | Fotos hochladen                  |
| 2713      | Neuer Damm 84 (54° 37′ 51″ N, 9° 55′ 53″ O)   | ehem. Fährhaus                 | ehem. Fährhaus; 1800; traufständiger, eingeschossiger Backsteinbau mit Halbwalmdach, die südöstliche Giebelseite in Fachwerk, zunächst als Nachtwächterwohnhaus, anschließend als Fährhaus genutzt - Begründung: geschichtlich, städtebaulich, Kulturlandschaft prägend - Schutzumfang: ehem. Fährhaus, - Denkmaltyp: Bauliche Anlage | BW                               |
| 488       | Parkstraße (54° 37′ 41″ N, 9° 55′ 45″ O)      | Schifferkirche mit Ausstattung | Alteintragung (Aktualisierung vorgesehen) - Begründung: geschichtlich, künstlerisch, städtebaulich - Schutzumfang: gesamtes Äußeres - Denkmaltyp: Bauliche Anlage | weitere Fotos \| Fotos hochladen |
| 24246     | Schulstraße 104 (54° 37′ 46″ N, 9° 55′ 48″ O) | ehem. Stadtschule              | ehem. Stadtschule; 1860; zweigeschossiger giebelständiger Gelbsteinbau auf Granitquadersockel mit pfannengedecktem Halbwalmdach, fünfachsiger Straßenfassade mit Gesimsbandgliederung, eingezogenem Mitteleingang und Freitreppe - Begründung: geschichtlich, städtebaulich - Schutzumfang: gesamtes Äußeres, - Denkmaltyp: Bauliche Anlage | BW                               |

## Gründenkmale
| Objekt-ID      | Lage                                       | Offizielle Bezeichnung | Beschreibung | Bild                             |
| -------------- | ------------------------------------------ | ---------------------- | --- | -------------------------------- |
| 44057          | Lange Straße (54° 37′ 51″ N, 9° 55′ 58″ O) | Doppeleiche            | Doppeleiche; 1898; gepflanzt zum 50-jährigen Jubiläum der Schleswig-Holsteinischen Erhebung, mit Gedenkstein - Begründung: geschichtlich, wissenschaftlich, städtebaulich - Schutzumfang: Doppeleiche, Gedenkstein - Denkmaltyp: Gründenkmal                     | Fotos hochladen                  |
| 13721 Wikidata | Parkstraße (54° 37′ 41″ N, 9° 55′ 43″ O)   | Kirchhof               | Alteintragung (Aktualisierung vorgesehen) - Begründung: geschichtlich, Kulturlandschaft prägend - Schutzumfang: Kirchhof, Grabmale bis 1870, Feldsteinwall, Kirchhofstor, Lindenkranz, Kirchhofsalleen - Denkmaltyp: Gründenkmal, Sachgesamtheit: Schifferkirche | weitere Fotos \| Fotos hochladen |

## Ehemalige Kulturdenkmale
| Objekt-ID | Lage                                          | Offizielle Bezeichnung | Beschreibung | Bild            |
| --------- | --------------------------------------------- | ---------------------- | --- | --------------- |
| 19890     | Lange Straße 75 (54° 37′ 52″ N, 9° 55′ 58″ O) | Haustür                | im Juni 2024 nicht mehr als Kulturdenkmal ausgewiesen - Begründung: geschichtlich, künstlerisch - Schutzumfang: gesamtes Äußeres - Denkmaltyp: Bauliche Anlage | Fotos hochladen |

## Quelle
- Liste der Kulturdenkmale in Schleswig-Holstein – Kreis Schleswig-Flensburg

- Karte mit allen Koordinaten:
- OSM |
- WikiMap